# Flávio Maria Guterres da Silva
Flávio Maria Guterres da Silva ist ein Politiker aus Osttimor. Er ist Mitglied der FRETILIN.
Bei den Wahlen zur Verfassunggebenden Versammlung am 30. August 2001 gewann Silva das Direktmandat des Distrikts Manatuto mit 55,04 % der Stimmen.
Mit der Unabhängigkeit Osttimors am 20. Mai 2002 wurde die Versammlung zum Nationalparlament und Silva Abgeordneter. Hier war er Vorsitzender der Kommission D (Kommission für Landwirtschaft, Fischerei und Umwelt). Nach den Neuwahlen im Juni 2007 schied Silva aus dem Parlament aus.
2018 war Silva zweiter stellvertretender Generalsekretär der FRETILIN.